# 鼻腔黏膜

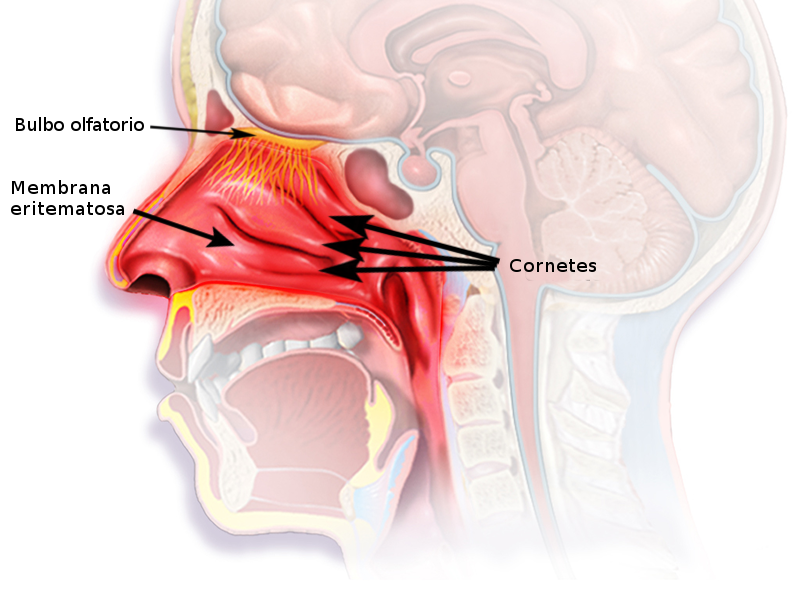

鼻腔黏膜又稱鼻黏膜，是呼吸道黏膜的一部分，它位於鼻腔，与鼻锥的骨膜以及软骨膜紧密黏连。它還通过鼻孔与皮肤相连，并通过咽喉与咽部的黏膜相连。从鼻腔出发，鼻腔黏膜則通过鼻泪管和泪腺与结膜相通。鼻腔黏膜還通过鼻腔内的几个开口与额窦、乙状窦、蝶窦和上颌窦相通。鼻腔黏膜在鼻甲处的厚度最厚，而且血管最丰富。鼻腔黏膜位於鼻中隔上的黏膜也很厚，那里的小球细胞相對於其他地方数量有所增加，並产生大量的鼻黏液。鼻腔黏膜在鼻腔底部的肉眼可见的地方以及各种鼻窦中則非常薄。鼻腔黏膜是成人和儿童中最常被感染的组织之一。此類组织感染的炎症可能会对日常活动造成很大的影响，症状包括鼻塞、头痛、口呼吸等。